# 里村 (汝拉省)
里村（法語：Rye，法語發音：[ʁi]）是法国汝拉省的一个市镇，属于隆斯勒索涅区。

## 地理
里村（46°52'15"N, 5°25'45"E）面积11.84 平方千米，位于法国勃艮第-弗朗什-孔泰大區汝拉省，该省份为法国东部内陆省份，北起上索恩省，西北接科多尔省，西临索恩-卢瓦尔省，南至安省，东与杜省和瑞士接壤。
与里村接壤的市镇（或旧市镇、城区）包括：莱塞萨尔-泰涅沃、拉沙萨涅、谢讷贝尔纳、谢讷塞克、塞尔热诺、塞尔热农、博韦尔努瓦、布雷斯地区穆捷。
里村的时区为UTC+01:00、UTC+02:00（夏令时）。

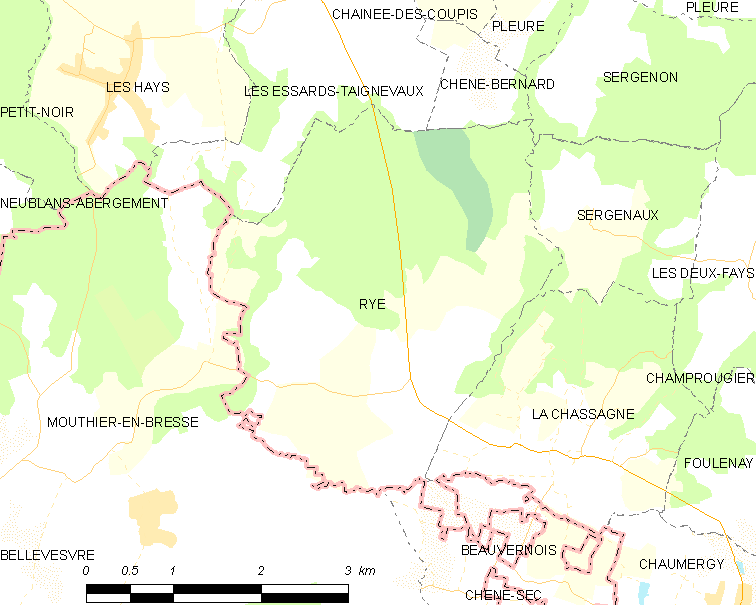
里村的OSM定位图

## 行政
里村的邮政编码为39230，INSEE市镇编码为39472。

## 政治
里村所属的省级选区为布莱特朗县。

## 人口

1962-2008年间里村人口变化图示

里村于2022年1月1日时的人口数量为218人。